# Stefan Dziedzic

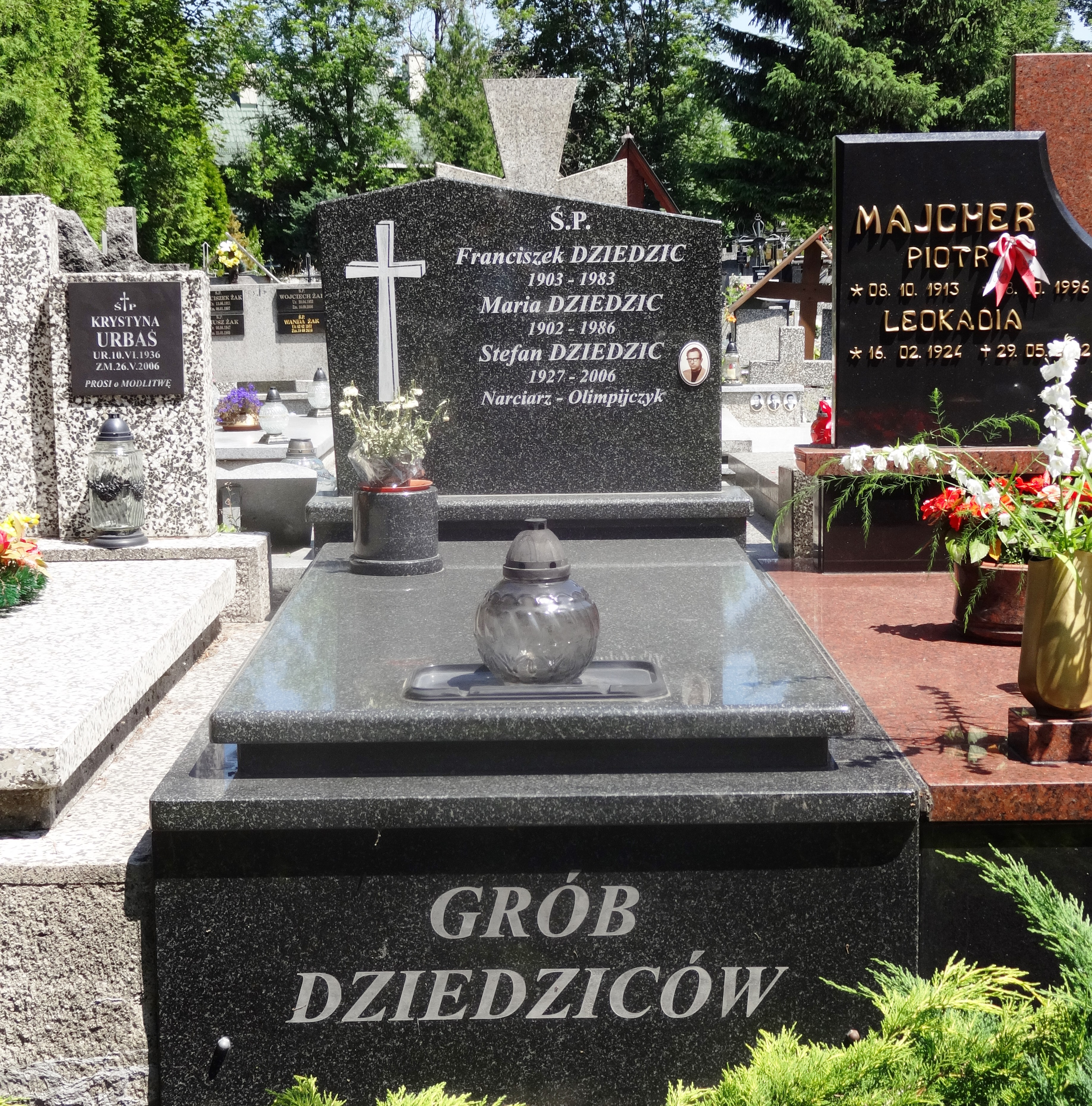
Grobowiec Dziedziców, w którym pochowano Stefana Dziedzica, na Nowym Cmentarzu w Zakopanem

Stefan Jerzy Dziedzic (ur. 15 października 1927 w Zakopanem, zm. 30 lipca 2006 tamże) – polski narciarz, dwukrotny olimpijczyk, trener i działacz sportowy, poseł na Sejm PRL VIII kadencji. Uprawiał narciarstwo biegowe, kombinację norweską i narciarstwo alpejskie. Wiceprezes PZN, działacz GKKFiS i PKOl, sędzia klasy międzynarodowej, przewodnik tatrzański.
Ukończył ekonomię, uzyskując w 1963 tytuł magistra w Wyższej Szkole Ekonomicznej w Krakowie.

## Kariera sportowa
Po raz pierwszy wystąpił w konkursie skoków narciarskich w lutym 1945, były to pierwsze tego typu zawody po II wojnie światowej. Wziął również udział w grudniu 1945 w pierwszych po wojnie zawodach w konkurencjach alpejskich.
Uczestniczył w pierwszych zagranicznych zawodach, w których występowali Polacy w Chamonix we Francji. Wzbudził tam zainteresowanie fotoreporterów ozdobnymi łatami na faktycznie dziurawych butach.
W 1947 został mistrzem Polski w kombinacji norweskiej. Dwukrotnie brał udział w igrzyskach olimpijskich: w 1948 w Sankt Moritz oraz w 1952 w Oslo. W Sankt Moritz brał udział w zawodach w narciarstwie klasycznym. Zajął 38. miejsce w biegu na 18 km oraz 20. miejsce w kombinacji norweskiej. Zajął też 10. miejsce w drużynie podczas sztafety 4 × 10 km. Po wykryciu nadwerężenia mięśnia sercowego i arytmii w 1949 zdecydował się przejść na narciarstwo alpejskie. W 1950, reprezentując AZS Kraków, zdobył mistrzostwo Polski w zjeździe oraz w kombinacji alpejskiej. Na igrzyskach w Oslo zajął 22. miejsce w zjeździe, a w slalomie gigancie uplasował się na 38. pozycji. Brał udział także w slalomie specjalnym, jednak z 71. czasem odpadł po pierwszym przejeździe. W 1954 na ostatnim treningu przed mistrzostwami świata w Badgastein złamał nogę. Rehabilitacja trwała sześć miesięcy, ale nie powrócił do pełnej sprawności. Przyjął propozycję objęcia stanowiska trenera kadry narodowej kobiet w konkurencjach alpejskich i przygotował je do igrzysk olimpijskich w 1956. W 1957 ponownie zdobył tytuł mistrza Polski w zjeździe, w barwach AZS Zakopane. W klubie tym po zakończeniu kariery był także trenerem (1951–1966). Od 1967 do 1972 był kierownikiem produkcji w wytwórni nart w Szaflarach, w latach 1973–1974 kierownikiem oddziału PTTK Foto-Pam w Zakopanem, a w latach 1974–1986 dyrektorem Hotelu „Juventur” w Zakopanem. W 1986 rozpoczął pracę w Wiedniu jako przedstawiciel Orbisu i dyrektor Ośrodka Informacji.
W latach 1945–1948 należał do klubu Harcerski Klub Narciarski Zakopane, a następnie w latach 1949–1968 do AZS Zakopane.

## Kariera polityczna
W 1970 wstąpił do Polskiej Zjednoczonej Partii Robotniczej. Był zastępcą członka plenum Komitetu Miejskiego partii w Zakopanem. W latach 1980–1985 pełnił mandat posła na Sejm PRL VIII kadencji w okręgu Nowy Sącz. Zasiadał w Komisji Oświaty i Wychowania, Komisji Zdrowia i Kultury Fizycznej, Komisji Handlu Zagranicznego, Komisji Polityki Społecznej, Zdrowia i Kultury Fizycznej oraz w Komisji Współpracy Gospodarczej z Zagranicą i Gospodarki Morskiej.

## Życie prywatne
Rodzice – Franciszek Dziedzic i Marianna z domu Drożdżak. Żona – Wanda z domu Wójcik. Córka – Marta Dziedzic (ur. 1950), z wykształcenia inżynier, była w 1968 w kadrze narodowej alpejek juniorek; syn – Marek Dziedzic (ur. 1953), absolwent AWF w Warszawie.
Został pochowany w rodzinnym grobowcu na Nowym Cmentarzu w Zakopanem (kw. A1-2-3).

## Osiągnięcia sportowe
- Olimpiada w 1948 w Sankt Moritz, bieg 18 km, 38. miejsce z czasem 1:25:33
- Olimpiada w 1948 w Sankt Moritz, bieg 4x10 km, 10. miejsce z czasem 2:59:19, w sztafecie brali udział Stanisław Bukowski, Józef Daniel Krzeptowski i Tadeusz Kwapień
- Olimpiada w 1948 w Sankt Moritz, kombinacja norweska, 20. miejsce z notą 367,60; w biegu 18. miejsce, w skokach 31. miejsce
- Olimpiada w 1952 w Oslo, zjazd, 29. miejsce z czasem 2:49.4
- Olimpiada w 1952 w Oslo, slalom gigant, 38. miejsce
- Olimpiada w 1952 w Oslo, slalom specjalny, 71. miejsce
- Mistrz Polski w biegu 18 km w 1947
- Mistrz Polski w biegu 18 km w 1948
- Mistrz Polski w biegu zjazdowym w 1950
- Mistrz Polski w biegu zjazdowym w 1957
- Mistrz Polski w kombinacji norweskiej w 1947
- Mistrz Polski w kombinacji alpejskiej w 1950
- Wicemistrz Polski w biegu 18 km w 1946
- Wicemistrz Polski w kombinacji norweskiej w 1946
- Wicemistrz Polski w slalomie gigancie w 1956
- Wicemistrz Polski w zjeździe w 1952 i 1961
- Akademicki mistrz świata w 4x8km w 1946 w Davos
- Akademicki mistrz świata w kombinacji norweskiej w 1949 w Szpindlerowym Młynie
- Akademicki mistrz świata w czwórkombinacji w 1949 w Szpindlerowym Młynie
- Akademicki mistrz świata w biegu zjazdowym w 1951 w Polanie
- Akademicki mistrz świata w slalomie gigancie w 1951 w Polanie
- Akademicki mistrz świata w kombinacji alpejskiej w 1951 w Polanie
- Akademicki wicemistrz świata w biegu na 16 km w 1947 w Davos
- Akademicki wicemistrz świata w kombinacji norweskiej w 1947 w Davos
- Akademicki wicemistrz świata w bieg 4x10 km w 1949 w Szpindlerowym Młynie
- Akademicki wicemistrz świata w biegu zjazdowym w 1953 w Semmeringu
- 8 razy zwyciężył Memoriał Bronisława Czecha i Heleny Marusarzówny w latach 1946–1950

## Odznaczenia
- Złoty Krzyż Zasługi (1978)
- Medal Komisji Edukacji Narodowej
- Medal 30-lecia Polski Ludowej
- Odznaka „Zasłużony Mistrz Sportu”
- Kalos Kagathos (1985)
- i inne